# Stjärnor utan svindel
Stjärnor utan svindel är en bok skriven av Louise Boije af Gennäs, utgiven 1996 på Norstedts förlag. Boken har sålts i över 150 000 exemplar. Romanens titel är hämtad ur Edith Södergrans Dikter från 1916.

## Handling
Sophie lever tillsammans med sin man Lukas och deras hundar i en villa i Stocksund. Hon lever ett bra liv, har ett lyckat äktenskap och en karriär som författare samt en aktiv fritid med många vänner och är ständigt inbjuden till fina tillställningar.
En dag får Sophie, som är feminist, ett erbjudande att vara med i en TV-debatt, där hon tillsammans med tre andra feminister ska debattera kvinnofrågan. Sophie tycker att det låter spännande och tackar ja. Vad hon inte vet är att hennes medverkan i debatten kommer att förändra hela hennes liv. I panelen sitter förutom Sophie även journalisten Kaja Djurberg, som är radikalfeminist och lesbisk. Efter att de medverkat i debatten börjar de umgås. De är väldigt olika, Sophie tillhör Sveriges överklass och har borgerliga värderingar medan Kaja är arbetarklass och vänsteraktivist. Trots dessa olikheter fattar de tycke för varandra. Ju mer tiden går, desto närmare kommer de varandra och snart utvecklas deras relation till något mer än bara vänskap. Sophie upptäcker att hon är förälskad i Kaja, vilket gör henne förvirrad, då hon är gift med en man och aldrig tidigare har varit intresserad av kvinnor.  Hon berättar för Kaja om sina känslor och får veta att de är besvarade och de inleder en relation med varandra.  
Sophie börjar bedra Lukas och funderar allt mer på deras gemensamma framtid. Hon är hela tiden öppen mot honom angående sin relation till Kaja och till en början tycker han inte att det är något problem att hon träffar Kaja, utan vill att de ska fortsätta sitt äktenskap som förut. Allt eftersom tiden går blir stämningen mellan dem allt kyligare och snart får Sophie veta att Lukas är otrogen med Ann-Charlotte, en av hennes väninnor. 
När de båda två bedrar varandra inser de att deras äktenskap inte kommer att hålla och beslutar sig för att skiljas. De säljer den fina villan i Stocksund och Sophie flyttar in hos Kaja i hennes hyresrätt på Södermalm. Det blir en omställning för dem båda två att på allvar börja leva tillsammans. Deras olikheter ställer på många sätt till problem i deras relation. De kommer från två helt skilda samhällsklasser med olika vanor, åsikter och umgängesmönster och nu ska de två, som är så olika skapa ett gemensamt liv tillsammans. 

## Romanfigurer
- Sophie – Författare, feminist
- Lukas – Gift med Sophie
- Kaja Djurberg – lesbisk radikalfeminist och vänsteraktivist, jobbar som journalist
- Baby – Sophies väninna
- Johan och Sassa – gift par, vänner till Sophie och Lukas
- Greger och Ann-Charlotte- förlovade, Lukas kollegor
- Beata och Gustaf – gift par, Beata är Sophies kusin
- Anna – Kajas flickvän
- Liza – Nära vän till Kaja, lesbisk
- Toni och Monika – vänner till Kaja
- Annika ”Ankan”- Delar lägenhet med Kaja
- Josefin – vän till Sophie
- Björn – Nära vän till Sophie
- Lydia – vän till Sophie, framgångsrik advokat, lesbisk
- Erika Persdotter – Kvinnoforskare och debattör, vän till Kaja, deltar i debatten med Kaja och Sophie
- Gitane Albrektsson – Författare, deltar i debatten med Kaja och Sophie
- Joppe Svenbro, Peter Näslund, Brutus Eriksson och Sören Pihl – ”Mansgrisar” Deltar i debatten mot Sophie, Kaja, Gitane och Erika
- Laban – Vän till Kaja, lesbisk
- Bengtsson – Vän till Kaja
- Madde och Claës – Gifta, Madde är Sophies syster
- Philip, Alexander och Ebba – Sophies syskonbarn
- Bertil och Anna – Greta – Lukas föräldrar
- Niclas och Maria –  Gifta, Niclas är Lukas bror
- Alexander – Lukas bror